# CinePaint
CinePaint – program do tworzenia i retuszu klatek filmowych.
Powstał on na bazie kodu źródłowego popularnego oprogramowania do obróbki grafiki rastrowej GIMP 1.0.4. Jest rozpowszechniany na licencji GNU GPL. 
Wykorzystano go przy produkcji między innymi takich filmów jak Scooby-Doo, Harry Potter i Kamień Filozoficzny czy Stuart Malutki.